# Famille von Kampferbeck
La famille von Kampferbeck (Kampferbeke ou Campherbeck) est une ancienne famille noble originaire des Pays-Bas.

## Histoire
Cette famille a donné de nombreuses personnalités à la Ligue Hanséatique. On peut supposer qu'une partie de cette famille, protestante, fuyant les persécutions, émigra dès les années 1520-1530 des Pays-Bas et de Westphalie vers l'est, les uns s'installant à Lübeck, les autres poursuivant jusqu'à Tallinn.

## Personnalités
- Johann van Kampferbeck seigneur de Vollenhove, vassal de l'évêque de Utrecht, né vers 1360, fils de Dirk van Kampferbeck, propriétaire, seigneur, vassal de l'évêque de Utrecht.
- Agnes van Kampferbeck (1384-1442), fille du précédent et épouse de Johan van Ittersum, seigneur de Hof te Zwolle, Werkeren, Voorst et Nijenhuis, intendant de la province de Salland, maire et conseiller épiscopal.
- Dirk von Kampferbeck (†1465). Drost (gouverneur) de Salland. Frère de la précédente.
- Johann Kampferbeke, conseiller de Lübeck de 1562 à sa mort en 1595. Père du suivant.
- Anna Kampferbeke de Hardenberg aux Pays-Bas (1520-1583), épouse de Roelof Amsinck (1518-1585), bourgmestre de Zwolle. Leur fils Willem Amsinck (1542-1618), réfugiés religieux, était fondeur d'une famille de commerçants à Hambourg.
- Johann Kampferbeke (1579 ou 1580-1639), conseiller puis maire de Lübeck de 1636 à 1639.
- Hans von Kampferbeck (†1632). Marchand-négociant, brièvement consul de l'Espagne, du Portugal, de l'Algérie et de la Galice puis consul des villes hanséatiques durant plusieurs années.
- Hans Kampferbeck (mort après 1564). Citoyen de Tallinn, marchand membre de la Grande Guilde, conseiller puis échevin de Tallinn (1547-1562).
- Gert Kampferbeck († vers 1563), citoyen de Tallinn, membre de la Grande Guilde, conseiller de Tallinn (1560-1563).
- Heinrich von Kampferbeck, chanoine et supérieur (senior) du chapitre de St Gangolph à Magdebourg.
- Heinrich Bernhard von Kampferbeck (1664-1720). Fils du précédent. Venu de Magdebourg, il étudie plusieurs années à Iéna et Wittenberg, se rend en Angleterre, en Écosse, en Irlande, aux Pays-Bas et au Danemark, pays dans lequel il devient un haut fonctionnaire : il est membre-conseiller du Tribunal de la Chancellerie royale et gouverneur des districts de Poméranie et de Rügen.
- Johann von Kampferbeck (branche de Reval), Consul de La Hanse à Lisbonne à partir de 1609, "héritier de la puissance de Konrad Rott (de) depuis la mort de celui-ci".
- Johann von Kampferbeck, capitaine de Lübeck avec Friedrich Knebel, sous-amiral de la flotte de Lübeck durant la Guerre nordique de Sept Ans (1563-1570).

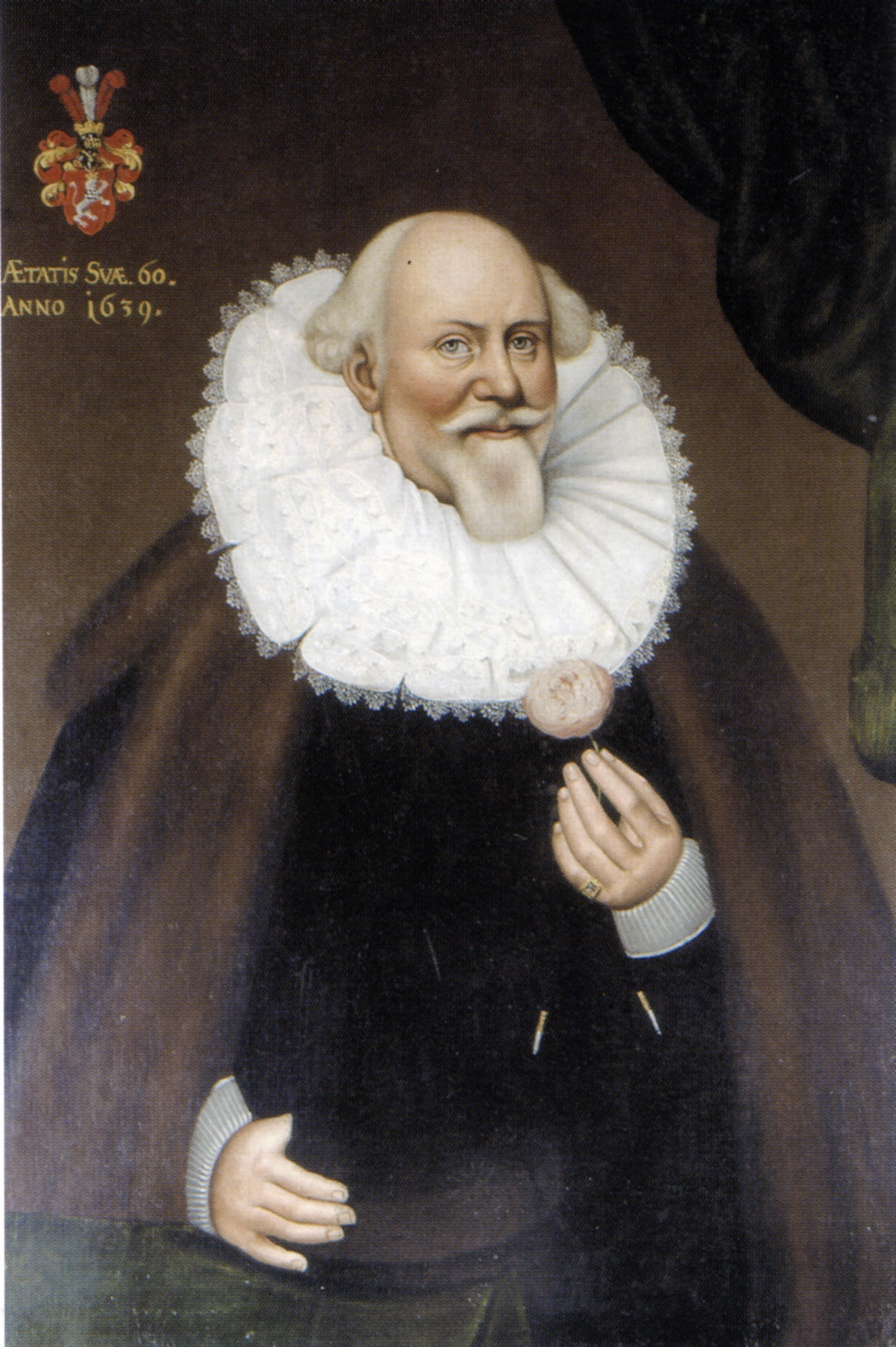
Portrait de Johann Kampferbeke († 1639), maire de Lübeck, par Michael Conrad Hirt (1639).

- Johann von Kampferbeck (†1562), conseiller (1547-1562), maire de Tallinn, père de Anna, épouse de Johannes Burchart I, pharmacien de Tallinn.